# Claude Malhuret
Claude Malhuret, né le 8 mars 1950 à Strasbourg, est un médecin, avocat et homme politique français.
Président de Médecins sans frontières et cofondateur du site Doctissimo, il est maire de Vichy de 1989 à 2017, député européen de 1989 à 1993, député de la quatrième circonscription de l'Allier de 1993 à 1997 et secrétaire d'État chargé des Droits de l'homme de 1986 à 1988.
Il est sénateur de l'Allier depuis 2014 et préside le groupe Les Indépendants – République et territoires (LIRT) au Sénat depuis 2017.

## Situation personnelle

### Famille et formation
Claude Malhuret est le fils de Robert et Simone Malhuret, respectivement dermatologue à Vichy et pharmacienne à Cusset. Il suit sa scolarité au collège de Cusset puis au lycée de Vichy (aujourd'hui lycée Albert-Londres (d)). Il fait ensuite des études de médecine en 1966 à la Faculté de médecine Cochin Port-Royal (d) qui sera rattachée à l'université Paris V. Docteur en médecine, ancien interne des hôpitaux, il est également avocat, après des études de droit à l'université Paris 1 Panthéon-Sorbonne.
Marié à Christiane Gesquière, qui travailla pour Médecins sans frontières, ils sont parents de deux filles,.

### Engagement humanitaire
Il effectue son service militaire en 1973-1974 au titre de la coopération comme médecin-chef des hôpitaux d’El Aïoun Sidi Mellouk et de Taourirt, au nord-est du Maroc. En 1975, il est médecin épidémiologiste pour l’Organisation mondiale de la santé (OMS) en Inde, au Bengale-Occidental.
En 1976 et 1977, en Thaïlande, il est coordinateur des équipes médicales de l'association Médecins sans frontières (MSF) dans les camps de réfugiés cambodgiens, laotiens et vietnamiens. « Nous nous étions misérablement fourvoyés », reconnaîtra-t-il plus tard au sujet du génocide cambodgien, perpétré de 1975 à 1979 par les Khmers rouges, dont le chef principal était Pol Pot.
Il est élu, en 1978, président de l'association malgré l’opposition de Bernard Kouchner, l'un de ses cofondateurs, qui quitte alors MSF, en désaccord sur le programme de développement proposé. Claude Malhuret préside l’association pendant huit ans,,.
En 1980, il co-organise en Thaïlande la « Marche pour la survie du Cambodge » avec plusieurs personnalités médiatiques et artistiques et y lit un discours rédigé par Bernard-Henri Lévy.

## Parcours politique

### Études
Pendant ses études à l'hôpital Cochin, il milite à l'Unef et à la tendance Gauche ouvrière et paysanne du Parti socialiste unifié, de Marc Heurgon, Alain Lipietz, Gustave Massiah, auquel il adhère avant son départ pour le Maroc, intégrant la commission Santé.

### Libertés sans frontières
Il prend ses distances avec le marxisme en 1977, au retour d'un voyage en Thaïlande.
Devenu un proche d’Alain Madelin et de François Léotard, il soutient Valéry Giscard d'Estaing à l'élection présidentielle française de 1981. Dans les années 1980, il fait partie de la « bande à Léo », des libéraux proches de François Léotard.
Dans le sillage du livre de l'essayiste Pascal Bruckner, Le Sanglot de l'homme blanc, qui consacre toutes ses attentions polémiques au journal Le Monde diplomatique et qu'il cite régulièrement, il crée et préside en janvier 1985 la fondation « Liberté sans frontières », qui se donne pour mission de remettre en question les thèses tiers-mondistes sur le développement économique et social et de lutter contre les régimes totalitaires. Elle organise les 23 et 24 janvier 1985 au Sénat un colloque très médiatisé, « Le tiers-mondisme en question ». Jean-François Revel, Alain Besançon, Emmanuel Le Roy Ladurie, François Fejtő, Ilios Yannakakis font partie de son conseil d’administration. Claude Malhuret entraîne dans son sillage Rony Brauman, président de Médecins sans frontières.

### Deuxième gouvernement Chirac
En 1986, sur la proposition d’Alain Madelin, Jacques Chirac, alors Premier ministre du premier gouvernement de cohabitation, nomme Claude Malhuret secrétaire d’État chargé des Droits de l’homme. Son nom est associé à la loi no 87-570 du 22 juillet 1987 sur l'exercice de l'autorité parentale.
Député européen de 1989 à 1993, puis élu à l'Assemblée nationale en 1993 lors de la large victoire de la droite, il est battu lors de la défaite de la majorité lors des élections législatives qui suivent la dissolution de 1997.

### Maire de Vichy
En 1989, Claude Malhuret est élu maire de Vichy. Il est réélu en 1995, 2001, 2008 et 2014. Cette même année il est élu président de la communauté d'agglomération de Vichy Val d'Allier (puis de Vichy Communauté le 19 janvier 2017). Il a également été élu conseiller régional d’Auvergne de 2004 à 2014.
Il est président de la fédération départementale de l’Allier du parti Les Républicains de 2007 à 2017.

### Sénateur de l'Allier
Le 28 septembre 2014, il est élu sénateur de l'Allier.
Il soutient Alain Juppé pour la primaire française de la droite et du centre de 2016. Dans le contexte de l'affaire Fillon, il décide de ne plus apporter son soutien au candidat de la droite pour l'élection présidentielle. Membre fondateur du parti Agir, fondé à la suite de la refonte du paysage politique qui a suivi l'élection d'Emmanuel Macron à la présidence de la République, il quitte Les Républicains, le 30 novembre 2017.
La loi sur le cumul des mandats ne permettant plus d'être à la fois maire et parlementaire, Claude Malhuret décide d'abandonner son mandat de maire de Vichy (remplacé par son troisième adjoint Frédéric Aguilera) et de rester au Sénat. Il annonce par ailleurs la constitution d'un groupe « Constructifs ».
En septembre 2020, il est réélu sénateur de l'Allier.
En 2021, il rejoint le parti de l'ancien Premier ministre Édouard Philippe, Horizons.
En 2023, il est désigné rapporteur de la commission d'enquête créée par le Sénat relative à TikTok. Il reçoit cette même année le prix Hippocrate remis par le Press Club de France, qui récompense l'humour en politique.

### Doctissimo
En 1999, entamant une nouvelle carrière professionnelle, il conçoit et lance avec Laurent Alexandre (également médecin) le site Doctissimo, qui sera le seul portail de santé à survivre à la bulle Internet du début des années 2000. Succès de l'internet français, Doctissimo est vendu au groupe Lagardère en 2008 ; Claude Malhuret avait cédé ses actions au plus bas deux ans plus tôt (« la connerie de [sa] vie », selon lui).

### Korian
De 2003 à octobre 2014, Claude Malhuret est le directeur du développement éthique de Korian, une entreprise de gestion de maisons de retraite médicalisées (EHPAD),.

## Prises de position

### Mouvement des Gilets jaunes
Lors de ses prises de position au Sénat, il dénonce les gilets jaunes, les opposants au vaccin et les « poutinophiles ». Selon Libération, « les extrêmes, droite et gauche, sont ses cibles favorites ». Jean-Luc Mélenchon est l'une de ses cibles de choix. Il le décrit comme un « guide suprême de la France soumise à Poutine, vêtu d’un manteau de cuir qui aurait fait fureur dans les années 1930 ».

### Chaînes de télévision russes
En juillet 2019, Claude Malhuret demande l'interdiction des chaînes de télévision russes Russia Today et de Sputnik, avançant que « ce ne sont pas des médias, ce sont des organes d’influence, et c’est le président de la République qui l’a dit très clairement ».

### Inscription de l'IVG dans la Constitution
Son discours lors du congrès du Parlement français, convoqué le 4 mars 2024 pour examiner le projet de loi relatif à l'inscription de l'interruption volontaire de grossesse dans la Constitution française, est particulièrement remarqué et reçoit une ovation de l'assistance,,,.

### Discours contre la politique de Donald Trump en 2025
L'année suivante, le 5 mars 2025, devant le Sénat au sujet du soutien à l'Ukraine face à l'invasion russe, il prononce un discours cinglant, durant lequel il appelle à plus d'indépendance européenne vis-à-vis des États-Unis de Donald Trump et dit : « Washington est devenu la cour de Néron. Un empereur incendiaire, des courtisans soumis et un bouffon sous kétamine chargé de l'épuration de la fonction publique (il cite, sans le nommer Elon Musk). C'est un drame pour le monde libre, mais c'est d'abord un drame pour les États-Unis. Dans le bureau ovale, le planqué du service militaire (il s'agit de Donald Trump) donnait des leçons de morale au héros de guerre Volodymyr Zelensky. » Claude Malhuret évoque ensuite la Constitution des États-Unis et déclare à ce sujet en parlant de l'ensemble des présidents des États-Unis : « Jamais aucun n'a piétiné la Constitution américaine, pris autant de décrets illégaux, révoqué les juges qui pourraient l'en empêcher, limogé d'un coup l'état-major militaire, affaibli tous les contre-pouvoirs et pris le contrôle des réseaux sociaux. Ce n'est pas une dérive illibérale, c'est un début de confiscation de la démocratie. Rappelons-nous qu'il n'a fallu qu'un mois, trois semaines et deux jours pour mettre à bas la République de Weimar et sa Constitution,,. »
Il devient « la nouvelle coqueluche des opposants à Trump » selon un journaliste du Figaro. Sa prise de parole, traduite en anglais américain, est reprise sur les réseaux sociaux puis par les médias aux États-Unis et dans d'autres pays,,,. Interrogé sur l'impact de son discours, il se dit non surpris, loue les traducteurs et estime que « les Américains souhaiteraient entendre la même chose de la part de leurs élus ».

## Synthèse des résultats électoraux

### Élections sénatoriales
| Date | Nuance | Nuance | Circonscription | 1er tour | 1er tour | 1er tour | 2d tour | 2d tour | 2d tour |
| Date | Nuance | Nuance | Circonscription | Voix     | %        | Rang     | Voix    | %       | Issu    |
| ---- | ------ | ------ | --------------- | -------- | -------- | -------- | ------- | ------- | ------- |
| 2014 |        | UMP    | Allier          | 244      | 25,21    | 2e       | 428     | 44,26   | Élu     |
| 2020 |        | Agir   | Allier          | 597      | 63,85    | 2e       |         |         | Élu     |

### Élections législatives
| Année | Nuance         | Nuance | Circonscription | 1er tour | 1er tour | 1er tour | 2d tour | 2d tour | 2d tour |
| Année | Nuance         | Nuance | Circonscription | Voix     | %        | Rang     | Voix    | %       | Issue   |
| ----- | -------------- | ------ | --------------- | -------- | -------- | -------- | ------- | ------- | ------- |
| 1988  |                | UDF-PR | 4e de l'Allier  | 8 922    | 21,22    | 2e       | 22 873  | 49,34   | Battu   |
| 1993  | 16 158         | UDF-PR | 4e de l'Allier  | 39,41    | 1er      | 22 500   | 56,07   | Élu     |         |
| 1997  | 11 506         | UDF-PR | 4e de l'Allier  | 28,62    | 1er      | 19 045   | 44,25   | Battu   |         |
| 2002  |                | UMP    | 4e de l'Allier  | 16 448   | 1er      | 39,89    | 19 075  | Battu   | 48,21   |
| 2007  | 16 148         | UMP    | 4e de l'Allier  | 40,25    | 1er      | 18 499   | 43,46   | Battu   |         |
| 2012  | 3e de l'Allier | UMP    | 15 232          | 32,38    | 2e       | 19 546   | 42,63   | Battu   |         |

## Décorations
- 2007 :  Chevalier de la Légion d'honneur[47]

## Publications
- Les Vices de la vertu ou la Fin de la gauche morale, éditions Robert Laffont, 2003, 270 p. (ISBN 2221099486).